# 무안초등학교 (경남)
무안초등학교는 대한민국 경상남도 밀양시에 있는 공립 초등학교이다.

## 학교 연혁
- 1921.05.15 무안공립보통학교 개교
- 1937.06.21 부설 중산간이학교 개교
- 1940.03.31 부설 내진간이학교 개교
- 1991.12.20 컴퓨터실 운영 도우수학교 선정
- 1996.12.02 전통예절 교육 도우수학교 선정
- 1997.03.01 운정분교장 본교로 병합
- 1999.03.01 중산분교장 본교로 병합
- 1999.09.01 내진초등학교 본교로 병합
- 1998.10.16 열린교육 시지정 시범 발표회
- 1999.11.19 시지정 학습부진아지도 시범발표회
- 1999.12.20 학교교육계획추진 실적 도우수학교 표창
- 2001.06.27 도지정 실과교육연구학교 운영 보고회 개최
- 2003.11.06 시지정 기초와 기본교육 운영 보고회 개최
- 2005.11.15 도지정 체육과 연구학교 운영보고회 개최(1/2)
- 2006.09.20 다목적 강당 개관
- 2006.10.20 도지정 체육과 연구학교 운영보고회 개최(2/2)
- 2011.01.18 2009 개정 교육과정 편성？운영 지역 중심학교 운영 보고
- 2013.02.19 기초학력 책임지도 지역중심학교 운영 보고
- 2014.02.19 제91회 졸업식 23명 (총 9,779명)
- 2014.09.01 제33대 한영자 교장 취임
- 2015.02.17 제92회 졸업식 27명(총 9,806명)

## 참고 자료
- 무안초등학교 - 한국교육학술정보원 학교알리미